# Ciało doskonale przezroczyste
Ciało doskonale przezroczyste – modelowe ciało całkowicie przepuszczające padające na nie promieniowanie elektromagnetyczne, niezależnie od temperatury i widma padającego promieniowania. Ciało takie ma zdolność absorpcyjną równą 0, tak samo zerową zdolność odbijania promieni, zaś współczynnik przepuszczalności równy 1. Również zdolność emisyjna takiego ciała równa jest zeru.